# Funeralheraldik
Die Funeralheraldik beschäftigt sich mit den Wappen auf Grabsteinen und an Grabkapellen. Auch sind Grüfte und andere Anbringungsorte von Wappen für diesen Hilfswissenschaftszweig von Bedeutung. Die als Epitaph, also Grab, bezeichneten Orte sind allgemein die Fundstellen für die Funeralheraldik. Die hierauf abgebildeten Wappen beziehen sich immer auf den Verstorbenen. An Kirchen und Kapellen wurden diese Wappen außen und auch innen zur Erinnerung angebracht. Sie stellen so ein Denkmal dar.
In diesem Zusammenhang stehen auch die Funeralbanner. Das sind mit den Wappen des Verstorbenen bemalte Fahnen. Diese sind in der Grundfarbe schwarz gehalten. Sie wurden beim Trauerzug dem Sarg nachgetragen. Danach wurden sie in der Kirche aufgehängt. Später erfolgt ein Austausch durch Holzplatten oder anderem Material mit dem gleichen Motiv. Das war wegen Verschmutzung und Verblassung des Bildes notwendig. Hier wurde dann bei der Erneuerung die plastische Darstellung gewählt. Diese Form der Erinnerung und Würdigung ist etwa seit dem 15. Jahrhundert bekannt. Alles unterlag auch der Mode und dadurch ist eine zeitliche Zuordnung, besonders ab 17. Jahrhundert, relativ sicher.
Stirbt mit dem Tod eines männlichen Adligen auch das Adelsgeschlecht aus, wird das Wappen kopfgestellt. Es wird als gestürzt bezeichnet. Dieser Brauch ist nicht immer vollzogen worden.